# 정의궁

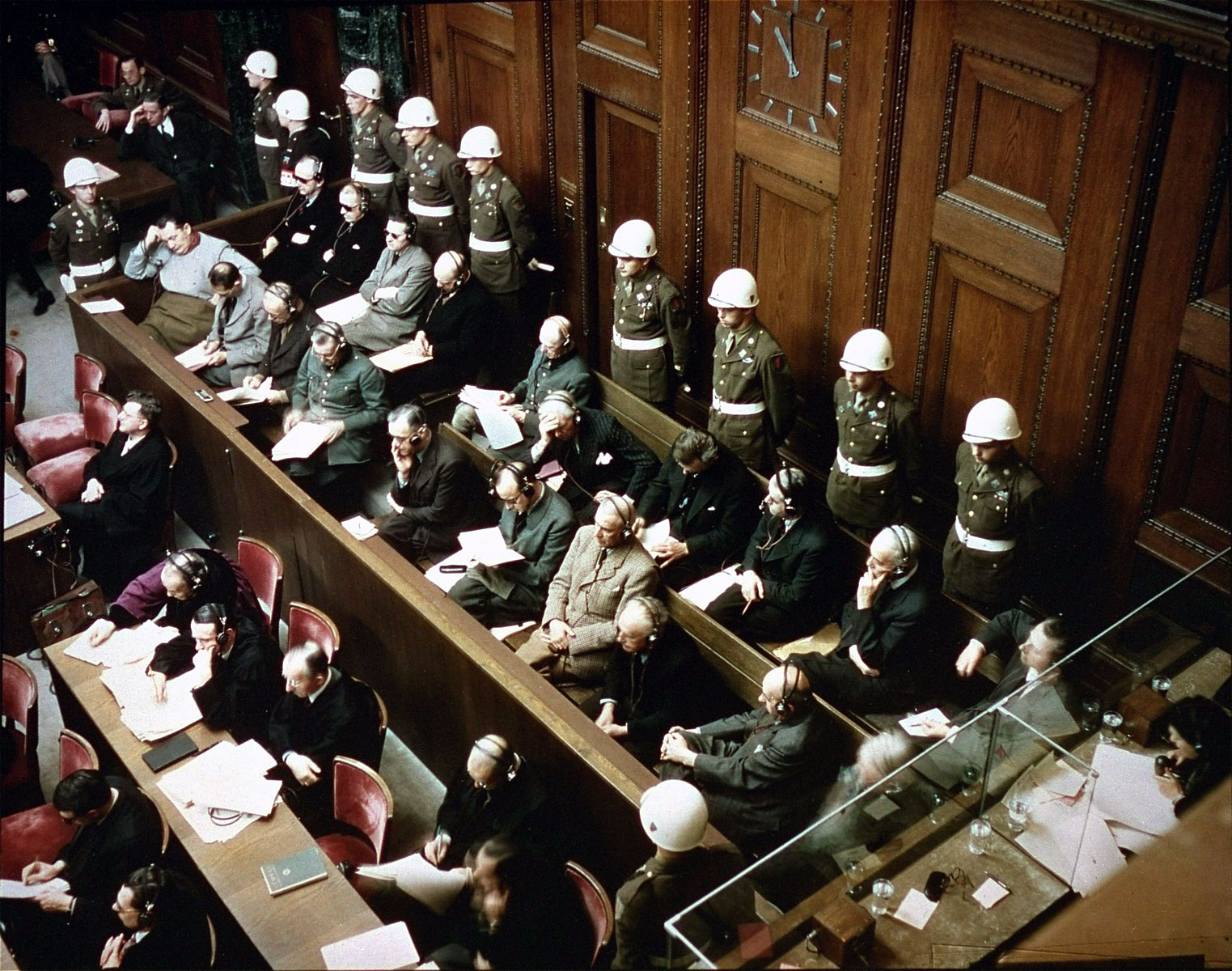
1945년 11월 600 법정에서의 뉘른베르크 재판

뉘른베르크 정의궁 (독일어 Justizpalast)은 독일 바이에른 주 뉘른베르크에 있는 건물 단지이다. 1909년부터 1916년까지 건설 되었으며 항소법원 (Oberlandesgericht), 지방법원 (Landgericht), 지방법원 지원 (Amtsgericht) 및 검찰청(Staatsanwaltschaft)이 위치하고 있다. 뉘른베르크 재판 기념관(Memorium Nürnberger Prozesse)은 건물의 최상층에 있다.

## 뉘른베르크 재판
이 건물은 당시 생존하고 있던 제2차 세계대전의 주요 독일 전범에 대한 뉘른베르크 국제군사재판을 위한 장소로 선택되었는데, 이는 당시에 건물 손상이 거의 없고 크기가 충분하고 단지 내에 대형의 감옥소도 있었기 때문이다. 또한 뉘른베르크 시가 선정된 것은 나치당이 이곳에서 대규모의 뉘른베르크 전당대회를 개최하였기 때문에 상징적이었다.
뉘른베르크 재판은 정의궁의 동편 동에 위치한 600호 법정에서 진행되었다. 이 법정은 특히 살인 사건 재판을 위하여 현재도 사용되고 있다. 뉘른베르크 재판이 끝날 무렵 법정이 새로 단장되었는데 현재는 더 작아졌다. 더 넓은 공간을 만들기 위해 재판 중에 철거되었던 벽은 다시 설치되었다. 또한 법대도 종전과 달리 90도 회전되어 현재는 창문 앞에 있지 않고 뉘른베르크 재판 당시에 증인석이 있던 곳에 위치하고 있다.
2000년부터는 주말 동안 관광객들이 제600호 법정을 방문 할 수 있었다. 이 법정은 2008년 12월 상설 전시회를 만드는 공사로 인해 폐쇄되었는데, 2010년 11월, 뉘른베르크 시립박물관이 주최한 '뉘른베르크 재판 기념관'이 개관되었다.